# Paradiaptomus simplex
Paradiaptomus simplex là một loài copepod thuộc họ Diaptomidae. Nó là loài đặc hữu của Nam Phi.